# HD38698
HD38698 — хімічно пекулярна зоря спектрального класу A0, що має видиму зоряну величину в смузі V приблизно  9,1.
Вона  розташована на відстані близько 1087,2 світлових років від Сонця.

## Пекулярний хімічний вміст
Зоряна атмосфера HD38698 має підвищений вміст 
Si
.